# 8 Dywizja Pancerna (III Rzesza)
8 Dywizja Pancerna (niem. 8. Panzer-Division) – niemiecka dywizja pancerna z okresu II wojny światowej, uczestniczyła w agresji na Francję i Jugosławę oraz ataku na Związek Radziecki.

## Historia
Dywizja została sformowana zgodnie z rozkazem z 16 października 1939 roku po przeformowaniu 3 Dywizji Lekkiej.
W grudniu 1939 roku została przerzucona do Nadrenii, a w maju 1940 weszła w skład 12 Armii, a następnie Grupy Pancernej Guderiana. Wzięła udział w agresji we Francji. Po zakończeniu walk pozostała na terytorium okupowanej Francji do marca 1941 roku, skąd została przerzucona na Węgry i wzięła udział w ataku na Jugosławię i Grecję. Atak przeprowadziła z terytorium Węgier na Belgrad, a następnie na Sarajewo. Jednak nie prowadziła zbyt intensywnych działań zbrojnych. 
W kwietniu 1941 weszła w skład 4 Grupy Pancernej i w składzie tej grupy wzięła udział w ataku na ZSRR w czerwcu 1941 roku. Początkowo walczyła na kierunku północnym w składzie Grupy Armii Północ, walczyła na terenie Litwy, Łotwy a następnie pod Leningradem. W rejonie Dźwiny i Dźwińska atakowała 21 Korpus Pancerny Armii Czerwonej, zadając mu znaczne straty.
W grudniu 1942 roku została włączona w skład Grupy Armii Środek i walczyła w rejonie Smoleńska. W lipcu 1943 roku wzięła udział w bitwie na łuku kurskim. 
W październiku 1943 roku włączona w skład Grupy Armii Południe wzięła udział w walkach o Kijów. W czasie walk i odwrotu poniosła ciężkie straty. Następnie walczyła w rejonie Żytomierza, Tarnopola i Bród. 
W październiku 1944 roku została przerzucona do Słowacji a następnie na Węgry, gdzie wzięła udział w walkach o Budapeszt w styczniu i lutym 1945 roku. W lutym 1945 roku została wycofana na teren Moraw, gdzie pozostała do maja 1945 roku. Skapitulowała 9 maja 1945 roku pod Deutsch-Brod i oddała się do niewoli Armii Czerwonej.

## Dowództwo dywizji
Dowódcy dywizji
- gen. wojsk panc. Adolf Kuntzen (1939–1941)
- gen. wojsk panc. Erich Brandenberger (1941–1942)
- gen. por. Sebastian Fichtner (1942–1943)
- gen. mjr Gottfried Frölich (1943–1945)
- gen. mjr Heinrich-Georg Hax (1945)

## Struktura organizacyjna
Skład w 1940
- 10 pułk pancerny (Panzer-Regiment 10)
- 67 batalion pancerny (Panzer-Abteilung 67)
- 8 Brygada Strzelców (Schützen-Brigade 8)
  - 8 pułk strzelców (Schützen-Regiment 8)
  - 8 batalion motocyklowy (Kradschützen-Bataillon 8)
- 80 pułk artylerii (Artillerie-Regiment 80)
- 59 batalion rozpoznawczy (Aufklärungs-Abteilung 59)
- 43 dywizjon przeciwpancerny (Panzerjäger-Abteilung 43)
- 59 batalion pionierów (Pionier-Bataillon 59)
- 84 batalion łączności (Nachrichten-Abteilung 84)

Skład w 1943
- 10 pułk pancerny (Panzer-Regiment 10)
- 8 pułk grenadierów pancernych (Panzer-Grenadier-Regimenter 8)
- 28 pułk grenadierów pancernych (Panzer-Grenadier-Regimenter 28)
- 80 pułk artylerii pancernej (Panzer-Artillerie-Regiment 80)
- 8 pancerny batalion rozpoznawczy (Panzer-Aufklärungs-Abteilung 8)
- 43 dywizjon niszczycieli czołgów (Panzer-Jäger-Abteilung 43)
- 286 dywizjon artylerii przeciwlotniczej (Heeres-Flakartillerie-Abteilung 286)
- 59 pancerny batalion pionierów (Panzer-Pionier-Bataillon 59)
- 84 pancerny batalion łączności (Panzer-Nachrichten-Abteilung 84)